# Championnat européen des juments
Le Championnat européen des juments, également appelé Prix Maharajah, est une course hippique de trot attelé organisée par l'Union européenne du trot, se déroulant depuis sa création en 2011 sur l'hippodrome de Solvalla, en Suède, au mois d'août.
C'est une course de groupe I réservée aux juments de 3 à 10 ans, les participantes étant désignées par la fédération nationale du pays qu’elles représentent.
Elle se court sur la distance de 2 140 mètres. En 2024, l'allocation est de 2 000 000 SEK (environ 174 150 €), dont 1 000 000 SEK pour le vainqueur.

## Palmarès
| Année | Vainqueur       | Pays     | Père             | Driver                | Réd.km |
| ----- | --------------- | -------- | ---------------- | --------------------- | ------ |
| 2024  | Clarissa        | Italie   | Exploit Caf      | Alessandro Gocciadoro | 1'10"9 |
| 2023  | Great Skills    | Suède    | Ready Cash       | Daniel Wäjersten      | 1'10"9 |
| 2022  | Honey Mearas    | Suède    | Readly Express   | Örjan Kihlström       | 1'10"6 |
| 2021  | Miracle Tile    | Norvège  | Cantab Hall      | Erik Adielsson        | 1'10"6 |
| 2020  | Conrads Rödluva | Suède    | S.J.'s Caviar    | Örjan Kihlström       | 1'11"6 |
| 2019  | Uza Josselyn    | Danemark | Love You         | Erik Adielsson        | 1'10"5 |
| 2018  | Darling Mearas  | Suède    | Cantab Hall      | Stefan Persson        | 1'11"4 |
| 2017  | I Love Paris    | Norvège  | Steinlager       | Johnny Takter         | 1'11"1 |
| 2016  | Anna Mix        | France   | Ludo de Castelle | Erik Adielsson        | 1'11"5 |
| 2015  | Youana          | Suède    | Pearsall Hanover | Erik Adielsson        | 1'11"9 |
| 2014  | Canaka BF       | Suède    | Jobie Tempest    | Ulf Ohlsson           | 1'11"7 |
| 2013  | Save the Quick  | France   | Jasmin de Flore  | Björn Goop            | 1'10"9 |
| 2012  | Tamla Celeber   | Suède    | Cantab Hall      | Örjan Kihlström       | 1'12"  |
| 2011  | KLM Prelong     | Norvège  | Dahir de Prélong | Åke Svanstedt         | 1'12"6 |